# Lubań (obwód leningradzki)
Lubań (ros. Любань) – miasto w Rosji, w obwodzie leningradzkim, 85 km na południowy wschód od Petersburga.
Znajduje tu się stacja kolejowa Lubań, położona na linii Petersburg - Moskwa.

## Demografia
W 2009 liczyło 4518 mieszkańców. W 2021 liczyło 4324 mieszkańców.